# Najim Haidary
Najim Haidary (Amsterdam, 22 december 1999) is een Afghaans-Nederlands voetballer die doorgaans als verdediger speelt.

## Carrière
Najim Haidary speelde tot 2018 in de jeugd van SBV Excelsior, waarna hij naar BVV Barendrecht vertrok. Hier speelde hij drie wedstrijden in de Tweede divisie. In 2019 vertrok hij transfervrij naar FC Den Bosch, waar hij in het tweede elftal speelt. Vanaf seizoen 2020-2021 behoort hij officieel tot het eerste elftal van FC Den Bosch. Begin 2022 ging hij naar ASWH. In augustus 2022 ging hij naar het Cypriotische ENAD Polis Chrysochous dat uitkwam in de C Kategoria. Begin 2023 ging hij voor het Zweedse Ariana FC spelen in de Ettan Södra.

### Statistieken
| Seizoen                        | Club                   | Land           | Competitie     | Competitie | Competitie | Beker | Beker | Totaal | Totaal |
| Seizoen                        | Club                   | Land           | Competitie     | Wed.       | Dlp.       | Wed.  | Dlp.  | Wed.   | Dlp.   |
| ------------------------------ | ---------------------- | -------------- | -------------- | ---------- | ---------- | ----- | ----- | ------ | ------ |
| 2018/19                        | BVV Barendrecht        | Nederland      | Tweede divisie | 3          | 0          | 0     | 0     | 3      | 0      |
| 2019/20                        | FC Den Bosch           | Nederland      | Eerste divisie | 0          | 0          | 0     | 0     | 0      | 0      |
| 2020/21                        | FC Den Bosch           | Nederland      | Eerste divisie | 0          | 0          | 0     | 0     | 0      | 0      |
| 2021/22                        | ASWH                   | Nederland      | Tweede divisie | 15         | 0          | 0     | 0     | 15     | 0      |
| 2022/23                        | ENAD Polis Chrysochous | CYP            | C Kategoria    | 0          | 0          | 0     | 0     | 0      | 0      |
| Carrièretotaal                 | Carrièretotaal         | Carrièretotaal | Carrièretotaal | 18         | 0          | 0     | 0     | 18     | 0      |
| Bijgewerkt op 11 augustus 2021 |                        |                |                |            |            |       |       |        |        |

### Interlandcarrière
Najim werd geselecteerd voor Jong Afghanistan voor de kwalificatiewedstrijden voor de Azië onder 23 Cup in Qatar, Haidary speelde drie wedstrijden voor Jong Afghanistan. Haidary werd na een trainingsstage in 2018 in 2019 voor het eerst geselecteerd voor het Afghaans voetbalelftal voor de vriendschappelijke wedstrijd tegen Tadzjikistan. Hij begon in de basis en speelde de hele wedstrijd, die in 1-1 eindigde. In de serie kwalificatiewedstrijden voor zowel het Wereldkampioenschap voetbal 2022 en het Aziatisch kampioenschap voetbal 2023 werd hij een vaste waarde in de Afghaanse verdediging. In het seizoen 20/21 werd Najim geselecteerd voor het eerste elftal van FC Den Bosch.
| №                              | Datum                          | Wedstrijd                      | Uitslag                        | Soort wedstrijd                        | Doelpunten                     |
| Als speler bij BVV Barendrecht | Als speler bij BVV Barendrecht | Als speler bij BVV Barendrecht | Als speler bij BVV Barendrecht | Als speler bij BVV Barendrecht         | Als speler bij BVV Barendrecht |
| ------------------------------ | ------------------------------ | ------------------------------ | ------------------------------ | -------------------------------------- | ------------------------------ |
| 1.                             | 7 juni 2019                    | Tadzjikistan − Afghanistan     | 1 – 1                          | Vriendschappelijk                      | 0                              |
| Als speler bij FC Den Bosch    |                                |                                |                                |                                        |                                |
| 2.                             | 5 september 2019               | Qatar − Afghanistan            | 6 − 0                          | Kwalificatie WK 2022 en 2023 Asian Cup | 0                              |
| 3.                             | 10 september 2019              | Afghanistan − Bangladesh       | 1 − 0                          | Kwalificatie WK 2022 en 2023 Asian Cup | 0                              |
| 4.                             | 10 oktober 2019                | Oman − Afghanistan             | 3 − 0                          | Kwalificatie WK 2022 en 2023 Asian Cup | 0                              |
| 5.                             | 3 Juni 2021                    | Bangladesh − Afghanistan       | 1 − 1                          | Kwalificatie WK 2022 en 2023 Asian Cup | 0                              |